# Selma (Karolina Północna)
Selma – miasto w Stanach Zjednoczonych, w stanie Karolina Północna, w hrabstwie Johnston.